# فرجينيا وولف
أدالاين فيرجينيا وولف (بالإنجليزية: Virginia Woolf) (25 يناير 1882 - 28 مارس 1941) كاتبة إنجليزية، تعتبر من أيقونات الأدب الحديث للقرن العشرين ومن أوائل من استخدم تيار الوعي كطريقة للسرد.
ولدت فيرجينيا في عائلة غنية جنوب كنزنغتون، لندن. وكانت الطفلة السابعة ضمن عائلة مدمجة من أصل ثمانية أطفال. والدتها جوليا ستيفن، كانت تعمل كعارضة للحركة الفنية المعروفة باسم ما قبل الرفائيلية، وكان لها ثلاثة أطفال من زواجها الأول. أما والد فيرجينيا ليسلي ستيفن، كان رجلاً نبيلاً يجيد القراءة والكتابة، ولديه ابنة واحدة من زواج سابق، أما زواج جوليا بليزلي فنتج عنه أربعة أطفال، وأشهرهم الرسامة فانيسا ستيفن(لاحقاً فانيسا بيل).
كان الذكور في العائلة يتلقون تعليمهم في الجامعة، بينما تتلقى الفتيات تعليمهن منزلياً في مجال الأدب الإنجليزي والأدب الفيكتوري. من الأمور التي أثرت في حياة فيرجينيا كثيرًا كان المنزل الصيفي الذي استخدمته العائلة في
سانت ايفيس كورنوال، حيث رأت لأول مرة منارة Godrevy والتي أصبحت فيما بعد أهم رموز روايتها إلى المنارة (1927). كانت طفولة وولف مضطربة كونها تعرضت للتحرش من قبل أخويها الغير شقيقين، وأصبحت الأمور أكثر سوءًا عام 1895 بوفاة والدتها وتعرضت حينها لأول انهيار عصبي. وبعد ذلك بعامين توفيت أختها غير الشقيقة ستيلا دكوورث والتي كانت بمثابة الأم لفرجينيا. تمكنت فيرجينيا وأخواتها من الإلتحاق بقسم الفتيات في كلية الملك في لندن، حيث درسن الكلاسيكيات والتاريخ (1897–1901) وأصبحن على تواصل مع أوائل النساء الإصلاحيات لحركة التعليم العالي للنساء وحركة حقوق المرأة.
ومن الأمور الأخرى التي أثرت فيهن كثيرًا إخوتهن الذين تعلموا في جامعة كامبريدج ووجود مكتبة أبيهن الضخمة والتي كان لهن كامل الحق في دخولها واستخدامها بلا قيود.
كان والد وولف يشجعها لكي تصبح كاتبة وقد بدأت الكتابة بشكل احترافي عام 1900. شكلت وفاة والدهن عام 1905 نقطة تحول مهمة في حياة الأخوات ستيفن وسبب في حدوث انهيار آخر، وتبعاً لذلك قررت الأخوات الانتقال من كنزنغتون إلى أسلوب حياة أكثر بوهيمية وذلك في بلومزبري، حيث تبنوا أسلوب حياة أكثر حرية. ومن هناك، وبالتعاون مع أصدقاء إخوتهن المثقفين تم تكوين مجموعة بلومزبري الفنية والأدبية. عندما تزوجت فانيسا عام 1907 أصبحت فيرجينيا أكثر إستقلالية وتزوجت من ليونارد وولف عام 1912. ثم أسست فرجينيا مع زوجها دار نشر هوجارث عام 1917، والتي قامت بنشر معظم أعمالها، وبحلول عام 1910 بدأت وولف تشعر بالحاجة للعزلة بعيداً عن لندن، واتخذت مسكناً في مقاطعة ساسكس والذي أصبح فيما بعد مسكنهما الدائم، حيث أن منزلهما الكائن بلندن تعرض للتدمير أثناء الحرب عام 1940. طوال حياتها تعرضت وولف للكثير من نوبات الانهيار العصبي، مما أدى لإدخالها مصح عقلي بسبب محاولتها الانتحار، وتم تشخيص حالتها بالاضطراب الوجداني ثنائي القطب، والذي لم يعرف له أي علاج ناجح في تلك الفترة، وفي نهاية المطاف قامت وولف بإغراق نفسها في نهر Ouse لتفارق الحياة عن عمر 59 عاما وذلك سنة 1941.
خلال فترة ما بين الحربين العالميتين كانت وولف جزءا هاماً من المجتمع الأدبي والفني في لندن. في عام 1915، نشرت أول رواية لها والتي كانت بعنوان The Voyage Out،
(en) عبر دار النشر جيرالد دكوورث وشركاؤه التي يملكها إخوتها غير الأشقاء، ومن أشهر أعمالها الروائية السيدة دالواي(1925)، إلى المنارة وأورلاندو(1928). كما اشتهرت أيضا في مجال كتابة المقالات؛ مثل غرفة تخص المرء وحده (1929)، والتي ورد فيها الاقتباس الأشهر لوولف:
في سبعينيات القرن الماضي، أصبحت وولف أحد أهم الركائز التي استندت عليها حركة النقد الأدبي النسوي، وأصبحت أعمالها مشهورة على نطاق واسع وكثر الحديث عنها كونها ألهمت الحركات النسوية، وهذا مجال جديد لم تخضه وولف من قبل. أعمال وولف يتم قراءتها في كل أرجاء العالم، حيث تمت ترجمة أعمالها إلى ما يزيد عن خمسين لغة. وتم تأليف الكثير من الكتب عن حياتها وأعمالها، وتم تأليف العديد من المسرحيات والروايات والأفلام عن شخصيتها. كما وُصِفت بعض أعمالها بالمسيئة حيث تعرضت للنقد كون بعض أرائها معقدة ومثيرة للجدل في مجال معاداة السامية والنخبوية.
يتم الاحتفاء بفيرجينيا اليوم عبر تماثيل تجسدها ومجتمعات تقوم على شرفها ومبنى مخصص لها في جامعة لندن.

## حياتها المبكرة

### عائلتها
ولدت فيرجينيا وولف باسم «أدالاين فيرجينيا ستيفان» في الخامس والعشرين من يناير عام 1882 وذلك في المنزل رقم 22 في شارع «بوابة الهايد بارك» جنوب كنزنغتون، لندن  وأمها هي جوليا ستيفن (كُنيتها:جاكسون) (1846–1895) وليسلي ستيفن (1832–1904)، الذي كان كاتباً ومؤرخاً وصاحب مقالات ومتسلق جبال. جوليا جاكسون ولدت عام 1846 في كلكتا عاصمة ولاية البنغال، في الهند البريطانية للدكتور جون وماريا باتل جاكسون، واللذان ينحدران من عائلتين ذات أصول أنجلو-هندية. الدكتور جاكسون الحاصل على زمالة كلية الجراحين الملكية كان الابن الثالث لجورج جاكسون وماري هوارد من البنغال، وهو طبيب قضى خمسة وعشرين عاماً في وحدة الخدمات الطبية العسكرية السابقة في الهند البريطانية وشركة الهند الشرقية وكان أستاذاً جامعياً في كلية كلكتا الطبية الحديثة آنذاك. بينما كان الدكتور جاكسون شخصية غير مشهورة كانت عائلة باتل عائلة مشهورة بالجمال، وصلت لأعلى طبقات المجتمع في البنغال. وكانت الأخوات باتل السبعة كلهن قد تزوجن من عوائل مرموقة. كانت جوليا مارغريت كاميرون مصورة مشهورة، وبينما تزوجت فيرجينيا من «شارل سومر-كوك» الملقب بإيرل سومر الثالث وإبنتهما «إيزابيلا-كارولين سومر-كوك» المعروفة بالسيدة هنري سومرست (ابنة عم جوليا جاكسون) قائدة حركة الاعتدال. انتقلت جوليا لإنجلترا مع والدتها ولها من العمر سنتان حيث قضت معظم سنواتها المبكرة مع أخت والدتها، ساره. أنشأت ساره برفقة زوجها «هنري ثوبي برينسب»، صالوناً أدبياً وفنياً في «دار هولاند الصغيرة» (en) وأصبحت جوليا على تواصل مع الكثير من رسامي حركة ما قبل الرفائيلية مثل «إدوارد بيرين-جونز» والذي عملت معه جوليا كـعارضة.

## مسيرة حياتها
هي روائية إنجليزية، ومن كتاب المقالات، تزوجت في عام 1912 من ليونارد وولف، الناقد والكاتب الاقتصادي، وهي تعد من كتاب القصة التأثيرين. كانت روايتها الأولى ذات طابع تقليدي مثل رواية «الليل والنهار» 1919، واتخذت فيما بعد المنهج المعروف بمجرى الوعي أو تيار الشعور، كما في «غرفة يعقوب» 1922، و«السيدة دالواي» 1925 و«إلى المنارة» 1927، و«الأمواج» 1931، ولها روايات أخرى ذات طابع تعبيري، منها رواية «أورلاندو» 1928 و«الأعوام» 1937، و«بين الفصول» 1941. اشتغلت بالنقد، ومن كتبها النقدية «القارئ العادي» 1925، و«موت الفراشة ومقالات أخرى» 1943. كتبت ترجمة لحياة «روجر فراي» 1940، وكتبت القصة القصيرة، وظهرت لها مجموعة قصصية بعنوان الاثنين أو الثلاثاء 1921، ولقد انتحرت غرقاً مخافة أن يصيبها انهيار عقلي.

## أعمالها
تُعتبر وولف واحدة من أهم روائيي القرن العشرين. وهي من الحداثيين، كانت واحدة من الرواد الذين استخدموا أسلوب سيل الوعي كأداة سردية، إلى جانب معاصرين، مثل: مارسيل بروست، ودوروثي ريتشاردسون، وجيمس جويس. بلغت سُمعة وولف ذروتها خلال ثلاثينيات القرن العشرين. لكنها انخفضت بقدر كبير في أعقاب الحرب العالمية الثانية. ساعد نمو النقد النسوي في سبعينيات القرن العشرين على إعادة إرساء سمعتها.
قدّمت فيرجينيا مقالتها الأولى عام 1890 إلى مسابقة مجلة تيت-بتس البريطانية. على الرغم من رفض هذه الرواية الرومانسية التي أعدتها فتاة تبلغ من العمر ثماني سنوات على متن السفينة، فإنها تنبئ عن أول رواية لها بعد خمسة وعشرين عامًا التي تمثلت في مشاركتها في هايد بارك نيوز، بمقالات مثل: رسالتها النموذجية «لإظهار الطريقة الصحيحة التي يمكن بها للشباب التعبير عما في قلوبهم»، وهي عبارة عن تعليق خفي عن والدتها الأسطورية. انتقلت من كتابة الروايات إلى الصحافة المهنية في عام 1904 في عمر الثانية والعشرين. قدمتها فيوليت ديكنسون إلى السيدة ليتيلتون، محررة الملحق النسائي في صحيفة الغارديان، وهي صحيفة من تلك الحقبة تابعة لكنيسة إنجلترا. أرسلت فرجينيا إلى ليتيلتون مراجعة للكتاب الذي ألفه دبليو دي هاويلز بعنوان «نجل رويال لانجبريث» ومقالًا عن زيارتها إلى هاوورث في ذلك العام «هاوورث، نوفمبر 1904». نُشرت المراجعة دون الكشف عن هويتها في الرابع من ديسمبر، ونُشرت المقالة في الحادي والعشرين منه. بدأت وولف في 1905 الكتابة في الملحق الأدبي في جريدة التايمز.
استمرت وولف في نشر الروايات والمقالات باعتبارها مفكرة عامة تحظى بالانتقاد والإشادة الشعبية على حد سواء. كانت معظم أعمالها منشورة ذاتيًا من خلال مطبعة هوجارث. «كانت ميول فرجينيا وولف باعتبارها كاتبة روائية تميل إلى إخفاء أماكن القوة المحورية داخلها: فهي بلا شك رائدة الرواية الغنائية باللغة الإنجليزية. رواياتها تجريبية إلى حد كبير: كثيرًا ما تكون الرواية هادئة ومألوفة، تنعكس -وفي بعض الأحيان تكاد تنحل- في الوعي المنفتح للشخصيات. تنصهر كلمات الأغاني البليغة والبراعة الإنشائية معًا لخلق عالم زاخر بالانطباعات السمعية والبصرية». «إن بلاغة فرجينيا وولف الشعرية ترتقي عن المألوف والمبتذل في بعض الأحيان في معظم رواياتها».

### الروايات
- الرحلة من أصل (1915).
- الليل والنهار (1919).
- غرفة يعقوب (1922).
- السيدة دالواي(1925).
- إلى المنارة (1927).
- أورلاندو (1928).
- الأمواج (1931).
- السنوات (1937).
- بين الأعمال (1941).
- بيت تسكنه الاشباح 1944، مجموعة قصص قصيرة نُشرت بعد وفاتها، تضم ثماني عشرة قصة قصيرة.

### أفلام
- الساعات (The Hours (2002
- السيدة دالواي (Mrs Dalloway (1997

## وفاتها

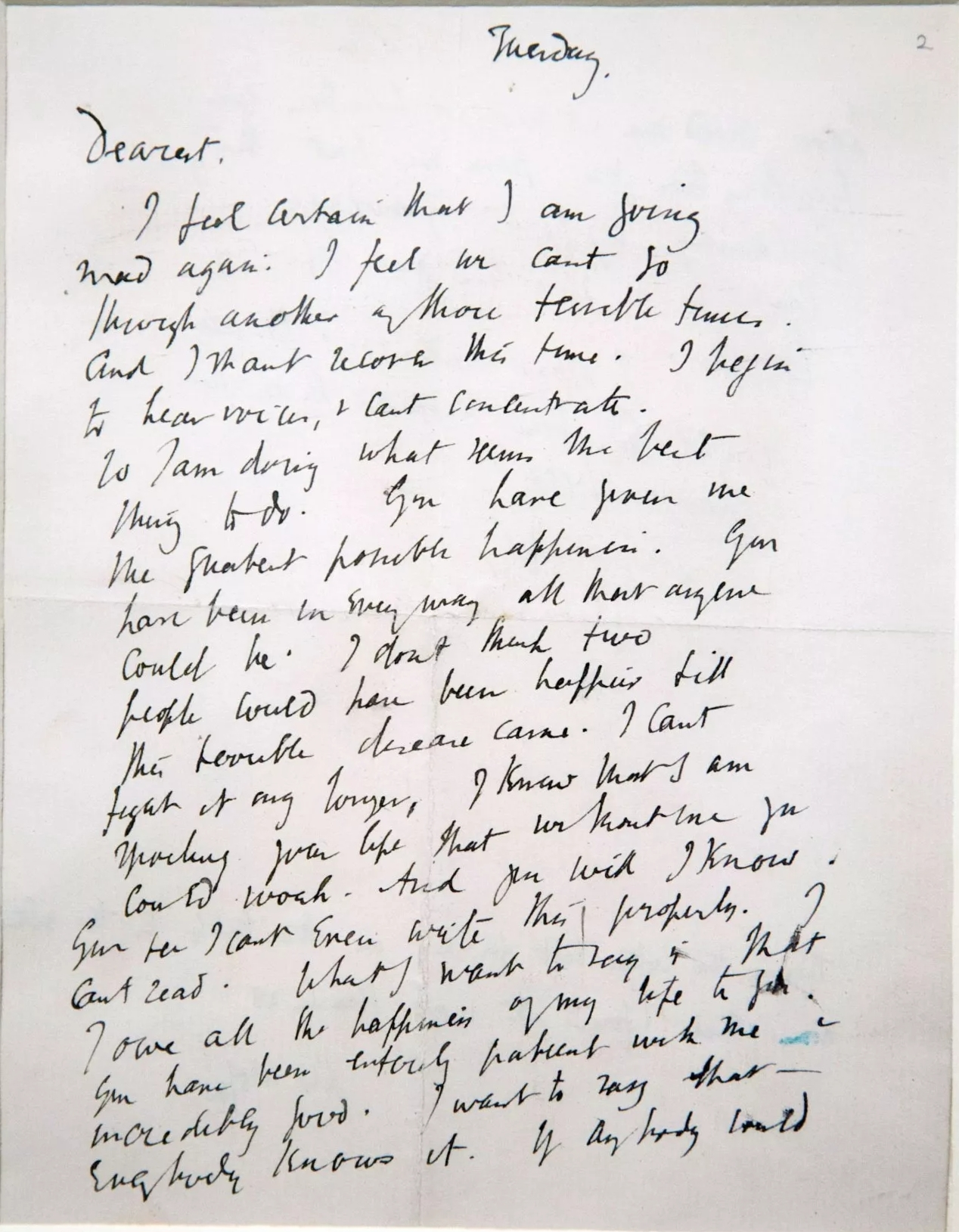
خط فرجينيا وولف

بعد أن أنهت روايتها (بين الأعمال) والتي نشرت بعد وفاتها، أصيبت فيرجينيا بحالة اكتئاب مشابهة للحالة التي أصابتها مسبقا، وزادت حالتها سوءا بعد اندلاع الحرب العالمية الثانية، وتدمير منزلها في لندن، والإستقبال البارد الذي حظيت به السيرة الذاتية التي كتبتها لصديقها الراحل روجر فراي حتى أصبحت عاجزة عن الكتابة. وفي 28 مارس 1941 ارتدت فيرجينيا معطفها وملأته بالحجارة وأغرقت نفسها في نهر أوس القريب من منزلها، ووجدت جثتها في 18 أبريل 1941 ودفن زوجها رفاتها تحت علم في حديقة مونكس هاوس في رودميل ساسيكس.
وفي رسالة انتحارها كتبت لزوجها: (عزيزي، أنا على يقين بأنني سأجن، ولا أظن بأننا قادرين على الخوض في تلك الأوقات الرهيبة مرة أخرى، كما ولا أظن بأنني سأتعافى هذه المرة، لقد بدأت أسمع أصواتاً وفقدت قدرتي على التركيز. لذا، سأفعل ما أراه مناسبا. لقد أشعرتني بسعادة عظيمة ولا أظن أن أي أحداً قد شعر بسعادة غامرة كما شعرنا نحن الإثنين سوية إلى أن حلَّ بي هذا المرض الفظيع. لست قادرة على المقاومة بعد الآن وأعلم أنني أفسد حياتك وبدوني ستحظى بحياة أفضل. أنا متأكدة من ذلك، أترى؟ لا أستطيع حتى أن أكتب هذه الرسالة بشكل جيد، لا أستطيع أن أقرأ. جل ما أريد قوله هو أنني أدين لك بسعادتي. لقد كنت جيدا لي وصبوراَ علي. والجميع يعلم ذلك. لو كان بإمكان أحد ما أن ينقذني فسيكون ذلك أنت. فقدت كل شئ عدا يقيني بأنك شخص جيد. لا أستطيع المضي في تخريب حياتك ولا أظن أن أحد شعر بالسعادة كما شعرنا بها."

### النسوية التاريخية
«في الآونة الأخيرة، أصبحت الدراسات حول فيرجينيا وولف مرتكزة على مواضيع النسوية والمثلية في أعمالها، مثل المقالات النقدية الصادرة عام 1997 بعنوان فيرجينيا وولف: قراءات مثلية، والتي حررها كلاً من إيلين باريت وباتريشيا كرامر.»
في عام 1928، انتهجت وولف طريق واضحاً في مخاطبة وإلهام النسوية. حيث قدمت وولف ورقتين بحثية خاطبت فيها كلاً من طالبات جمعية ODTAA في كلية جريتون (كامبردج) وجمعية الفنون في كلية نيونهام وأصبحت هذه الورقتان فيما بعد غرفة تخص المرء وحده (1929). تستعرض أعمال وولف غير الخيالية الأكثر شهرة غرفة تخص المرء وحده(1929) وثلاث جينهات (1938)، الصعوبات التي تواجهها الكاتبات والنساء المثقفات بسبب عدم تكافؤ الصلاحيات الإقتصادية والإجتماعية التي يملكها الرجال ولا تتوفر للنساء، كما تطرقت لمستقبل تعليم النساء ومكانتهن الإجتماعية، حيث أن التأثيرات الإجتماعية لكلاً من الثورة الصناعية وتحديد النسل لم تكن قوية التأثير في ذلك الوقت.[بحاجة لمصدر] تعتبر سيمون دو بوفوار في كتابها الجنس الآخر (1949) أنه من بين كل النسوة التي عشن، ثلاث كاتبات فقط هن من تمكن حقهن من الإستكشاف وهن إيميلي برونتي ووولف وفي بعض الأحيان تنضم لهن كاثرين مانسفيلد.

## في الثقافة الشعبية

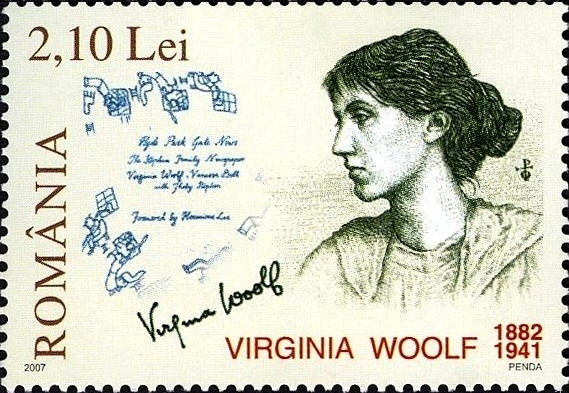
Virginia Woolf on رومانيn stamp 2007

- مسرحية من يخاف فيرجينيا وولف؟ ألفها إدوارد ألبي عام 1962. وهي تعرض ما يحدث عند زواج مارثا بجورج وكلاهما أكاديميان أمريكيان في منتصف العمر. قام مايك نيكولز بإخراج نسخة سينمائية من هذة المسرحية عام 1966، من بطولة إليزابيث تايلور وريتشادر بيرتون. ويذكر أن تايلور نالت جائزة الأوسكار كأفضل ممثلة عن هذا الدور عام 1966.
- أنا! أخاف فيرجينيا وولف، مسرحية تلفزيونية أُنتجت عام 1978 وكما يشير عنوانها فهي تشير لعنوان مسرحية إدوارد إلبي وتدور حول أستاذ أدب إنجليزي يملك بوستر لفيرجينيا. كتب المسرحية آلان بينيت وقام بإخراجها ستيفن فريرز.
- عملاً فنياً ثلاثي الأبعاد بعنوان حفلة العشاء (1979) والذي يتضمن مقعد جلوس لفيرجينيا وولف.[31]
- رواية مايكل كننغهام الساعات والتي حصدت جائزة بوليتزر لعام 1998 وتسلط الرواية الضوء على ثلاثة أجيال من النساء اللواتي تأثرن برواية وولف السيدة دالاواي. عام 2002، تم إصدار فيلم مقتبس من الرواية حيث أدت نيكول كيدمان دور وولف.
- أصدرت سوزان سيلرز رواية بعنوان فانيسا وفيرجينيا وذلك عام 2008، وتتمحور الراوية حول العلاقة الأخوية المقربة جداً بين وولف وأختها فانيسا بيل. تم اقتباس الرواية في عمل مسرحي من عمل إليزابيث رايت في عام 2010 وقد تم أدائها على مسرح Moving Stories Theatre Company.
- أصدرت بريا بارمار عام 2014 رواية بعنوان فانيسا وأختها، تدور ايضاً حول علاقة الأخوات ستيفن مع بعضهن خلال المراحل المبكرة من تأسيس ما أصبح يعرف فيما بعد بمجموعة بلومزبري.[32]
- في 2014، أُقيم معرض عن فيرجينيا وولف في المتحف الفني القومي في لندن وذلك في الفترة مابين يوليو إلى أكتوبر.[33]
- جسّدت كلاً من ليديا ليونارد وكاثرين مككورماك شخصية فيرجينيا وولف في مسلسل درامي تلفزيوني من ثلاث حلقات عرضته شبكة BBC وحمل عنوان 'الحياة في المربعات (2015).[34]
- في الخامس والعشرين من شهر يناير لعام 2018، إحتفل غوغل بعيد ميلاد وولف رقم 136 عبر دودل يظهر صورة لها.[35]

## آثارها
اشتهرت فرجينيا وولف بمساهماتها في أدب القرن العشرين وبمقالاتها، فضلاً عن تأثيرها على الأدب، وخاصة النقد النسوي. وقد أقر عدد من المؤلفين أن أعمالهم تأثرت بفيرجينيا وولف، بما في ذلك مارغريت أتوود، مايكل كانينجهام،  غبريال غارسيا ماركيز،  وتوني موريسون. يتم التعرف عليها فوراً بمجرد النظر لصورتها الرمزية  التي تتواجد أعلى الصفحة وهي لوحة بورتريه رسمها الفنان جورج بيريزفورد لوولف حينما كانت في العشرينات من العمر. ومن الصور المشهورة أيضاً تلك التي التقطها كلا من بيك وماكجريجور لوولف وهي تبلغ 44 من العمر وقد ارتدت فستاناً يخص والدتها جوليا وكانت هذه الصورة غلاف مجلة فوغ (see image) والصورة التي التقطها مان راي وأصبحت غلاف لمجلة التايم (see image) وهي في الخامسة والخمسين. البطاقات البريدية التي تحمل صور فيرجينيا وولف التي تُباع طريق معرض اللوحات القومي، لندن هي الأكثر مبيعاً لبطاقات بريدية تحمل صور أشخاص. صور وولف تتواجد في كل مكان ويمكن العثور عليها مزينة مناشف الشاي وصولاً إلى القمصان.
تتم دراسة أعمال وولف في كل أنحاء العالم، وتتواجد منظمات تحمل مسمى جمعية فيرجينيا وولف،  ومجتمع فيرجينيا وولف الياباني. تكريماً لوولف أُنشئت صناديق ائتمان مثل صندوق Asham لتشجيع الكُتاب. ورغم عدم وجود أي أحفاد لوولف إلا أن عدداً من أفراد عائلتها الممتدة ذوي شهرة.

### النُصب التذكارية
في عام 2013، كرمت وولف من قبل كلية كنزنغتون في لندن بافتتاح مبنى باسمها في شارع كينقز واي ‏، مع لوحة تعريفية عن الوقت والمواد التي درستها وولف في هذه الجامعة، وأهم إنجازاتها واهتمامتها (انظر الصورة)،  بالإضافة  لهذا العمل الفني الذي يُظهر وولف بجانب اقتباس تقول فيه " كانت لندن بذاتها وعلى الدوام تجذبني، وتحفزني، 
بإعطائي مسرحية، وقصة، وقصيدة" وذلك كما ورد في مذكراتها عام 1926. يوجد تمثال نصفي لوولف في قرية رودمل، وآخر في ميدان تافيستوك في لندن، وهي الأماكن التي أقامت فيها وولف في الفترة ما بين 1924 إلى 1939.

## الدراسة والتفسيرات الحديثة
على الرغم من ظهور سيرة ذاتية واحدة على الأقل لفيرجينيا وولف في حياتها، نشر ابن أخيها كوينتين بيل في 1972 أول مطالعة رسمية عن حياتها. قدمت السيرة الذاتية «فرجينيا وولف» لهيرميون لي في عام 1996 استعراضًا شاملًا وموثوقًا لحياة وولف وعملها، والذي ناقشته في مقابلة عام 1997. في عام 2001، قامت لويز ديسالفو وميتشل أ. ليسكا بتحرير «رسالتي فيتا ساكفيل ويست وفيرجينيا وولف». تركز رواية «فرجينيا وولف: الحياة المخفية» لجوليا بريغز (2005) على كتابات وولف، بما في ذلك رواياتها وتعليقاتها على العملية الإبداعية، لاستنارة حياتها. استخدم عالم الاجتماع بيير بورديو أدب وولف لفهم وتحليل الهيمنة الجندرية.

## وصلات خارجية
- فرجينيا وولف على موقع IMDb (الإنجليزية)
- فرجينيا وولف على موقع الموسوعة البريطانية (الإنجليزية)
- فرجينيا وولف على موقع مونزينجر (الألمانية)
- فرجينيا وولف على موقع ميوزك برينز (الإنجليزية)
- فرجينيا وولف على موقع إن إن دي بي (الإنجليزية)
- فرجينيا وولف على موقع أول ميوزيك (الإنجليزية)
- فرجينيا وولف على موقع ديسكوغز (الإنجليزية)
- فرجينيا وولف على موقع قاعدة بيانات الفيلم (الإنجليزية)
- فرجينيا وولف  على قاعدة بيانات الخيال التأملي على الإنترنت